# José Freire Falcão
José Freire kardinál Falcão (23. října 1925 Erere – 26. září 2021 Brasília) byl brazilský římskokatolický kněz, bývalý arcibiskup Brasílie, kardinál.

## Veřejné působení
Kněžské svěcení přijal 19. června 1949. Poté působil v diecézi Limoeiro do Norte – vedl diecézní katolické lyceum, přednášel v semináři, koordinoval práci diecézní Katolické akce. V dubnu 1967 byl jmenován biskupem-koadjutorem Limoeiro do Norte. Biskupské svěcení přijal 17. června téhož roku a za dva měsíce se ujal řízení diecéze. V listopadu 1971 se stal arcibiskupem arcidiecéze Teresina, v únoru 1984 ho papež Jan Pavel II. jmenoval arcibiskupem Brasílie. Při konzistoři 28. června 1988 byl jmenován kardinálem. Po dovršení kanonického věku podal 28. ledna 2004 rezignaci na řízení arcidiecéze.